# Alekszej Kulbakov
Alekszej Kulbakov (belaruszul: Аляксей Мікалаевіч Кульбакоў) (Homel, 1979. december 27. –) belarusz nemzetközi labdarúgó-játékvezető. Labdarúgó edzői diplomával is rendelkezik.

## Pályafutása

### Nemzeti játékvezetés
Játékvezetésből 1995-ben Homelben vizsgázott. Vizsgáját követően a Homeli Labdarúgó-szövetség által üzemeltetett labdarúgó bajnokságokban kezdte sportszolgálatát. A Fehérorosz Labdarúgó-szövetség Játékvezető Bizottságának (JB) minősítésével a Persaja Liga, majd  2003-tól a Vyšejšaja Liha játékvezetője. Küldési gyakorlat szerint rendszeres 4. bírói szolgálatot is végez.

#### Nemzeti kupamérkőzések
Vezetett kupa-döntők száma: 2.

##### Fehérorosz labdarúgókupa
| Időpont         | Helyszín               | Mérkőzés típusa | Mérkőzés                                | Eredmény | Nézők száma |
| --------------- | ---------------------- | --------------- | --------------------------------------- | -------- | ----------- |
| 2005. május 22. | Dinamo Stadion, Minszk | döntő           | Partizan-MTZ Minsk–FK BATE Bariszav     | 2 – 1    | 15 500      |
| 2008. május 18. | Dinamo Stadion, Minszk | döntő           | Shakhtjor Soligorsk– Partizan-MTZ Minsk | 1 – 2    | 8500        |

### Nemzetközi játékvezetés
A Fehérorosz labdarúgó-szövetség JB terjesztette fel nemzetközi játékvezetőnek, a Nemzetközi Labdarúgó-szövetség (FIFA) 2005-től tartja nyilván bírói keretében. A FIFA JB központi nyelvei közül az angolt beszéli. Több nemzetek közötti válogatott, valamint Intertotó-kupa, UEFA-kupa, Európa-liga és UEFA-bajnokok ligája klubmérkőzést vezetett, vagy működő társának 4. bíróként segített. Az UEFA JB besorolása szerint első kategóriás bíró. A FIFA JB talent program egyik résztvevője. A fehérorosz nemzetközi játékvezetők rangsorában, a világbajnokság-Európa-bajnokság sorrendjében a 2. helyet foglalja el 10 találkozó szolgálatával. Válogatott mérkőzéseinek száma: 14 (2015. október 11.).

#### Labdarúgó-világbajnokság
A 2010-es labdarúgó-világbajnokságon és a 2014-es labdarúgó-világbajnokságon a FIFA JB bíróként alkalmazta. Selejtező mérkőzéseket az UEFA zónában vezetett.

##### 2010-es labdarúgó-világbajnokság
| Időpont          | Helyszín               | Mérkőzés típusa           | Mérkőzés                 | Eredmény | Nézők száma |
| ---------------- | ---------------------- | ------------------------- | ------------------------ | -------- | ----------- |
| 2009. április 1. | Városi Stadion, Kielce | előselejtező (3. csoport) | Lengyelország–San Marino | 10 – 0   | 15 200      |

##### 2014-es labdarúgó-világbajnokság
| Időpont              | Helyszín                   | Mérkőzés típusa           | Mérkőzés                | Eredmény | Nézők száma |
| -------------------- | -------------------------- | ------------------------- | ----------------------- | -------- | ----------- |
| 2012. október 12.    | De Kuip Stadion, Rotterdam | előselejtező (D. csoport) | Hollandia–Andorra       | 3 – 0    | 43 000      |
| 2013. szeptember 10. | Népstadion, Budapest       | előselejtező (D. csoport) | Magyarország–Észtország | 5 – 1    | 15 000      |

#### Labdarúgó-Európa-bajnokság
A 2006-os U17-es labdarúgó-Európa-bajnokságon az UEFA JB bíróként alkalmazta.
| Időpont         | Helyszín                             | Mérkőzés típusa              | Mérkőzés                  | Eredmény |
| --------------- | ------------------------------------ | ---------------------------- | ------------------------- | -------- |
| 2006. május 5.  | John Grün Stadion, Mondorf-les-Bains | csoportmérkőzés (A. csoport) | Luxemburg–Magyarország    | 0 – 4    |
| 2006. május 8.  | Op Flohr Stadion, Grevenmacher       | csoportmérkőzés (B. csoport) | Csehország–Belgium        | 3 – 1    |
| 2006. május 14. | John Grün Stadion, Mondorf-les-Bains | bronzmérkőzés                | Spanyolország–Németország | 1 – 1    |

---
A 2013-as U19-es labdarúgó-Európa-bajnokságon az UEFA JB játékvezetőként foglalkoztatta.
| Időpont            | Helyszín                           | Mérkőzés típusa              | Mérkőzés                | Eredmény | Nézők száma |
| ------------------ | ---------------------------------- | ---------------------------- | ----------------------- | -------- | ----------- |
| 2013. július 23.   | Darius and Girėnas Stadion, Kaunas | csoportmérkőzés (A. csoport) | Litvánia–Spanyolország  | 0 – 2    |             |
| 2013. július 26.   | Városi Stadion, Alytus             | csoportmérkőzés (A. csoport) | Hollandia–Spanyolország | 2 – 3    |             |
| 2013. augusztus 1. | ARVI Stadion, Marijampolė          | döntő                        | Franciaország–Szerbia   | 0 – 1    |             |

---
A 2008-as labdarúgó-Európa-bajnokságon, a 2012-es labdarúgó-Európa-bajnokságon valamint a 2016-os labdarúgó-Európa-bajnokságon az UEFA JB játékvezetőként foglalkoztatta.

##### 2008-as labdarúgó-Európa-bajnokság
| Időpont              | Helyszín                | Mérkőzés típusa           | Mérkőzés          | Eredmény | Nézők száma |
| -------------------- | ----------------------- | ------------------------- | ----------------- | -------- | ----------- |
| 2007. szeptember 12. | Neo GSPStadion, Nicosia | előselejtező (D. csoport) | Ciprus–San Marino | 3 – 0    | 600         |

##### 2012-es labdarúgó-Európa-bajnokság
| Időpont             | Helyszín                         | Mérkőzés típusa           | Mérkőzés           | Eredmény | Nézők száma |
| ------------------- | -------------------------------- | ------------------------- | ------------------ | -------- | ----------- |
| 2010. szeptember 7. | Artemio Franchi Stadion, Firenze | előselejtező (C. csoport) | Olaszország–Feröer | 5 – 0    | 19 266      |

##### 2016-os labdarúgó-Európa-bajnokság
| Időpont             | Helyszín                     | Mérkőzés típusa           | Mérkőzés                      | Eredmény | Nézők száma |
| ------------------- | ---------------------------- | ------------------------- | ----------------------------- | -------- | ----------- |
| 2014. szeptember 8. | Központi Stadion, Podgorica  | előselejtező (G. csoport) | Montenegró–Moldova            | 2 – 0    | 8759        |
| 2014. október 14.   | Tórsvøllur Stadion, Tórshavn | előselejtező (F. csoport) | Feröeri-szigetek–Magyarország | 0 – 1    | 3500        |
| 2015. június 13.    | Narodowy Stadion, Varsó      | előselejtező (D. csoport) | Lengyelország–Grúzia          | 4 – 0    | 56 512      |
| 2015. szeptember 7  | Nemzeti Stadion, Bukarest    | előselejtező (F. csoport) | Románia–Görögország           | 0 – 0    | 38 153      |
| 2015. október 11.   | Algarve Stadion, Faro-Loule  | előselejtező (D. csoport) | Gibraltár–Skócia              | 0 – 6    | 12 401      |

---

#### Nemzetközi kupamérkőzések

##### UEFA-bajnokok ligája
| Időpont          | Helyszín                  | Mérkőzés típusa               | Mérkőzés                 | Eredmény |
| ---------------- | ------------------------- | ----------------------------- | ------------------------ | -------- |
| 2010. július 13. | Kadrioru Stadion, Tallinn | 2. selejtezőkör (1. mérkőzés) | FC Levadia–Debreceni VSC | 1 – 1    |

## Sikerei, díjai
2004-ben és 2008-ban Fehéroroszországban az Év Játékvezetője megtisztelő címet érdemelte ki.